# Love Machine
Love Machine este al șaselea single lansat de grupul britanic Girls Aloud. Cântecul a fost inclus pe cel de-al doilea album de studio al grupului What Will The Neighbours Say? și a fost lansat ca al doilea extras pe single al albumului, pe data de 13 septembrie 2004. Love Machine a primit numai critici pozitive din partea ziarelor și revistelor din Marea Britanie. Piesa este una dintre cele mai cunoscute ale grupului Girls Aloud.

## Track listing-ul și formate
| #                           | Titlul                              | Durata |
| --------------------------- | ----------------------------------- | ------ |
| CD1: Polydor / 9867983 (UK) |                                     |        |
| 1.                          | "Love Machine"                      | 3:25   |
| 2.                          | "The Show" [Flip 'n' Fill Remix]    | 5:35   |
| CD2: Polydor / 9867984 (UK) |                                     |        |
| 1.                          | "Love Machine"                      | 3:25   |
| 2.                          | "Love Machine" [Gravitas Disco Mix] | 7:30   |
| 3.                          | "Androgynous Girls"                 | 4:39   |
| 4.                          | "Love Machine" [Video]              | 3:39   |
| 5.                          | "Love Machine" [Karaoke Video]      | 3:39   |
| 6.                          | "Love Machine" [Game]               | 3:39   |
| UK Vinyl single 3           |                                     |        |
| 1.                          | "Love Machine"                      | 3:25   |
| 2.                          | "Love Machine" [Tony Lamenza Mix]   | 6:15   |

## Versiuni și alte apariții
| Versiunea                  | Apariția                                                                       |
| -------------------------- | ------------------------------------------------------------------------------ |
| Album Version              | "Love Machine" single, What Will the Neighbours Say?, The Sound of Girls Aloud |
| Gravitas Disco Mix         | "Love Machine" single                                                          |
| Tony Lamenza Mix           | "Love Machine" single                                                          |
| Video                      | "Love Machine" single, Girls on Film [DVD], Style [DVD]                        |
| Live at Hammersmith Apollo | "Long Hot Summer" single                                                       |
| Demo Version               | Popjustice: 100% Solid Pop Music                                               |

## Prezența în clasamente
Love Machine a debutat pe locul #2 în clasamentele din Marea Britanie, având vânzări de peste 35,000 de unități. Single-ul a rămas pe locul #2 și în a doua săptămână. Single-ul s-a vândut în peste 145,000 de unități în UK. În Irlanda single-ul a reușit doar un loc #9, nereușind să ajungă în primele două, cum au reușit toate single-urile până atunci. În România piesa a fost un adevărat succes în comparație cu tot ce a lansat grupul de la Sound of The Underground, fiind al doilea single de top 50 al grupului. Deși a ajuns doar pe locul #50, piesa a petrecut peste 15 săptămâni în clasamentul de difuzări din țara nostră.

## Clasamente
| Chart (2004)             | Peak position |
| ------------------------ | ------------- |
| UK Singles Chart         | 2             |
| UK Download Chart        | 6             |
| Greek Singles Chart      | 7             |
| Irish Singles Chart      | 9             |
| Netherland Singles Chart | 52            |
| UK Radio Airplay         | 36            |
| European Singles Chart   | 8             |
| Euro 200                 | 8             |
| Romanian Singles Chart   | 50            |